# يان بروخل الأصغر
يان بروخل الأصغر (13 سبتمبر 1601 - 1 سبتمبر 1678) كان رسام فلمنكي باروكي وهو ابن يان بروخل الأكبر وحفيد بيتر بروخل الأكبر، رسم إلى حد كبير نفس المواضيع التي رسمها والده وكذلك بأسلوب مشابه لوالده.